# 2349 Kurchenko
2349 Kurchenko eller 1970 OG är en asteroid i huvudbältet som upptäcktes den 30 juli 1970 av den ryska astronomen Tamara Smirnova vid Krims astrofysiska observatorium på Krim. Den har fått sitt namn efter Aeroflot-flygvärdinnan Nadezjda Kurtjenko som nitton år gammal dödades i en flygplanskapning 1970.
Asteroiden har en diameter på ungefär arton kilometer.